# کاردینال بیابانی
سرخ‌قبای بیابانی، کاردینال بیابانی یا پیرولوکسیا (pyrrhuloxia) (نام علمی: Cardinalis sinuatus) یک پرنده آوازخوان آمریکایی شمالی با اندازه متوسط است که در جنوب غربی آمریکا و شمال مکزیک یافت می‌شود. این گونه متمایز با منقاری کوتاه و تنومند و تاج و بال‌های قرمزرنگ، شباهت زیادی به کاردینال شمالی و کاردینال شنگرفی دارد که از یک سرده هستند.
این کاردینال نسبتاً غیرمهاجر است، اگرچه گاهی ممکن است کمی به سوی شمال از محدوده معمول خود منحرف شود. کاردینال بیابانی زیستگاه در امتداد بستر رودخانه را ترجیح می‌دهد. در مناطقی که دامنه کاردینال بیابانی و کاردینال شمالی همپوشانی دارند، دورگه‌زایی ممکن است بین آنها رخ دهد.
از آنجایی که مناطق گسترده‌ای از زیستگاه کاردینال بیابانی در محدوده شمالی آن به دست انسان‌ها رفته است، برخلاف کاردینال شمالی، به نظر می‌رسد جمعیت پیشین در حال کاهش اندکی باشد.